# Histiotus laephotis
Histiotus laephotis är en fladdermus i familjen läderlappar som förekommer i Sydamerika. Populationen listades tidvis som underart till Histiotus macrotus eller till Histiotus montanus.
Vuxna exemplar är 57 till 68 mm långa (huvud och bål), har en 43 till 59 mm lång svans och väger 9 till 14 g. De har 44 till 50 mm långa underarmar och 27 till 40 mm stora öron. Pälsen på ovansidan bildas av hår som är gulbruna till bruna och några hår har avsnitt med dessa färger. På undersidan är håren svarta nära roten och gula vid spetsen. På hjässan finns en hudremsa som sammanlänkar de bruna till gula öronen som är påfallande stora. Histiotus laephotis har ljusgrå till ljusbruna vingar som är lite genomskinliga. Vid nosen förekommer några glest fördelade hår.
Utbredningsområdet sträcker sig från centrala Peru över västra Bolivia och västra Paraguay till nordvästra Argentina samt norra Chile. Arten lever i kulliga regioner och i Anderna mellan 350 och 3700 meter över havet. Individerna vistas främst i skogar men i sydvästra delen av utbredningsområdet hittas de även i öppna torra landskap. Histiotus laephotis är nattaktiv och den vilar på dagen i byggnader eller i trädens håligheter. Arten delar sovplatsen med Tadarida brasiliensis och med arter av släktet Myotis. Födan utgörs främst av insekter.
Lätet som används för ekolokaliseringen är ungefär 1,3 millisekunder lång och frekvensen minskar från 38 kHz till 26 kHz. Honor med aktiva spenar registrerades i augusti.
I växtzonen Yungas hotas beståndet av skogsröjningar. Populationens storlek minskar antagligen måttlig. IUCN listar arten som livskraftig (LC).